# طواف أوقيانوسيا للدراجات 2023
طواف أوقيانوسيا للدراجات 2023 (بالإنجليزية: 2023 UCI Oceania Tour)‏ هو الموسم 19 من طواف أوقيانوسيا للدراجات ‏،  وانتهى بسباق غرافل آند تار 2023 في 21 يناير 2023.

## السباقات
| طواف أوقيانوسيا للدراجات | طواف أوقيانوسيا للدراجات | طواف أوقيانوسيا للدراجات | طواف أوقيانوسيا للدراجات | طواف أوقيانوسيا للدراجات | طواف أوقيانوسيا للدراجات | طواف أوقيانوسيا للدراجات | طواف أوقيانوسيا للدراجات |
| التاريخ                  | #                        | السباق                   | الفائز                   | الثاني                   | الثالث                   |                          |                          |
| ------------------------ | ------------------------ | ------------------------ | ------------------------ | ------------------------ | ------------------------ | ------------------------ | ------------------------ |
| 11 – 15 يناير 2023       | 1                        | طواف نيوزيلندا الكلاسيكي | James Oram ‏              | Josh Burnett ‏            | Adne van Engelen ‏        |                          |                          |
| 21 يناير                 | 2                        | غرافل آند تار‏            | Ben Oliver ‏              | James Fouché ‏            | Paul Wright ‏             |                          |                          |